# Alfred Muff
Alfred Muff, né le 31 mai 1949 à Lucerne (Suisse), est un chanteur d'opéra suisse de tessiture baryton basse.

## Filmographie

### À la télévision
- 1988 : Guglielmo Tell : Gessler
- 1999 : Hänsel und Gretel : Peter, fabricant de balais
- 2002 : Lulu : Dr. Schön
- 2003 : Die Entführung aus dem Serail : Osmin
- 2003 : Hans Werner Henze : L'Upupa und der Triumph der Sohnesliebe : le vieil homme
- 2004 : Der Rosenkavalier : Baron Ochs
- 2004 : Fidelio : Don Pizarro
- 2007 : Don Giovanni : Il Commendatore
- 2012 : Bernd Alois Zimmermann - Die Soldaten : Herr Wesener

### En vidéo
- 2004 : Alfonso und Estrella : Adolfo
- 2005 : Elektra : Orest